# Дудинская дворцовая волость
Дудинская волость — дворцовая великого государя волость в Козельском уезде, на реке Жиздре.

Карта 18 века, на которой указаны сёла бывшей Дудинской волости

Образована в 1620-е годы. Занимала приблизительно половину территории Козельского уезда. Включала сёла (в скобках — количество дворов по переписи 1646 г. в сёлах и относящихся к ним деревнях):
- пахотные — Дудино (235 дворов), Волосово (96), Никитское (56), Рождественное, Хотень;
- бортные — Плохино (140 дворов), Холмище (73), Кцынь (30), Хвостовичи (60), Ловоть (74), Боброво, Дубровка, Усты (43), Чернышено (28).

Если смотреть на современной карте, Дудинская волость занимала территорию следующих районов Калужской области: Ульяновский, юг Козельского и Сухиничского, юго-восток Думиничского, север Хвастовичского и Жиздринского.
По переписи 1646 г. числилось 954 двора крестьянских, 62 бобыльских и 35 церковных, население - 2621 душа мужского пола.
В начале 18 века началась раздача сёл и деревень Дудинской волости помещикам. В январе 1703 г. село Дудино с деревнями (295 дворов) Пётр I пожаловал своей любовнице Анне Монс (до 1704 г.).
Центральная часть (с.Рождественное и др. - 388 дворов) в том же 1703 г. пожалована (за взятие Шлиссельбурга) генералу Михаилу Михайловичу Голицыну. В 1704 Автоном Иванов получил Дудино и Волосово (487 дворов) - после его смерти в 1709 г. это поместье вернулось в казенное владение. В 1710 Яков Брюс получил Плохино и Дудино (415 дворов), учитель Петра Великого Никита Зотов - с.Ловать (274 двора).
В 1721 г. последняя часть Дудинской волости (сёла Чернышено, Усты, Дубровка, Боброво - около 300 дворов) пожалована графу Брюсу за Ништадтский мир.